# 2N3055
O 2N3055 é um transístor NPN de uso geral para aplicações de amplificação. Utiliza-se em aplicações de alta corrente e média potência. Apesar de se destinar preferencialmente em amplificação, também pode ser usado em aplicações de comutação.
Apresenta-se em embalagem TO3, com as características: 15 A, 60 V, 115 W e um Beta de 20 a 70.
A sua principal utilização é em fontes de alimentação de baixas tensões e altas correntes.
Outra aplicação típica em que é utilizado, é como amplificador de saída para as bobinas de deflexão de Tubo de raios catódicos de TVs.
O 2N3054 é um transístor com parâmetros básicos equivalentes.
O MJ2955 é o transístor complementar do 2N3055.